# ふたりの女 (1988年の映画)
『ふたりの女』（イタリア語: La ciociara, 「チョチャーリアの女」の意）は、1988年（昭和63年）製作・放映、ディーノ・リージ監督によるイタリア・アメリカ合衆国合作のテレビ映画である。日本では、劇場用映画として公開された。

## 略歴・概要
本作は、かつてヴィットーリオ・デ・シーカがソフィア・ローレンを主演に、アルベルト・モラヴィアの小説を映画化した『ふたりの女』のリメイクである。アメリカ合衆国のメジャーテレビ局CBSとイタリアの映画製作会社レテイタリアが製作、1987年（昭和62年）10月 - 11月にユーゴスラヴィアのうち現在のセルビアの首都ベオグラードのアヴァラ撮影所でセット撮影、同国の現在のクロアチアのアドリア海沿岸の町ドゥブロヴニク等でロケーション撮影を行って完成した。
世界初出は、1988年9月24日にアメリカ合衆国内で101分の短縮版で放映されたもので、次に翌1989年（平成元年）4月9日および翌10日の2日連続でイタリア国内で200分の完全版が放映された。
日本では、西崎義展のウエスト・ケープ・コーポレーションが輸入し、1991年（平成3年）1月26日、185分版の劇場用映画として同社が配給して、公開された。日本でのビデオグラムは、1993年（平成5年）12月17日、松竹富士が115分に短縮して、VHSレンタル用ビデオグラムとしてリリースしたのみである。2010年9月現在、日本でのDVDリリースはされていない。そのため、1996年（平成8年）、資金調達のため『宇宙戦艦ヤマト』シリーズを含む西崎が有する著作権を担保にバンダイビジュアルと3億円の金銭貸借契約を結び、東北新社へ著作権を譲渡する契約を結び、1999年（平成11年）8月31日、松竹富士は、松竹の合理化に伴い解散したため、本作における日本では、東北新社＝松竹が関わるようになった。

## スタッフ・作品データ
- プロデューサー : カルロ・ポンティ
- 監督 : ディーノ・リージ
- 原作 : アルベルト・モラヴィア
- 脚本 : ダイアナ・グールド （Diana Gould）、ベルナルディーノ・ザッポーニ （Bernardino Zapponi）、リディア・ラヴェラ （Lidia Ravera）、ディノ・リージ
- 撮影 : ルイジ・クヴェイレル （Luigi Kuveiller）
- 美術 : ジャンティート・ブルキエッラーロ （Giantito Burchiellaro [6]）
- 編集 : アルベルト・ガッリッティ （Alberto Gallitti [7]）
- 音楽 : アルマンド・トロヴァヨーリ
- フォーマット : カラー映画 - ヨーロピアン・ヴィスタサイズ（1.66:1） - モノラル録音

## キャスト
クレジット順
- ソフィア・ローレン - Cesira

- ロバート・ロギア （Robert Loggia）
- レオナルド・フェッランティーニ （Leonardo Ferrantini） - Aurelio
- ダリオ・ギラルディ （Dario Ghirardi） - Filippo

アルファベット順
- カルラ・カーロ （Carla Calò）
- トミー・ジヴォグレ （Tommy Givogre）
- パオロ・メロージ （Paolo Merosi） - Soldato Americano
- カルロ・モンニ （Carlo Monni）
- アンドレア・オッキピンティ （Andrea Occhipinti）

- シドニー・ペニー （Sydney Penny） - Rosetta
- イルザ・プレスティナリ （Ilza Prestinari）
- ジュゼッペ・クァルトゥッロ （ピーノ・クァルトゥッロ、Pino Quartullo）

## 関連事項
- 1991年の日本公開映画
- イタリア式コメディ
- チョチャーリア （en:Ciociaria）
- カナーレ5 （en:Canale 5）
- ふたりの女 (1960年の映画)

## 註
1. 1 2  Running Away, Internet Movie Database （英語）, 2010年9月8日閲覧。
2. 1 2 3  Running Away, allmovie （英語）, 2010年9月8日閲覧。
3. 1 2 3 4  ふたりの女、キネマ旬報映画データベース、2010年9月8日閲覧。
4. 1 2 3 4 5 6  ふたりの女、allcinema ONLINE, 2010年9月8日閲覧。
5. 1 2 3  La Ciociara, Sophia Loren Archives （英語）, 2010年9月8日閲覧。
6. ↑  Giantito Burchiellaro - IMDb（英語）, 2010年9月8日閲覧。
7. ↑  Alberto Gallitti - IMDb（英語）, 2010年9月8日閲覧。